# گمینا روشتس
گمینا روشتس (به لهستانی:  Gmina Rusiec) یک گمینا در لهستان است که در شهرستان بوخاتوف واقع شده‌است. گمینا روشتس ۹۹٫۷۳ کیلومتر مربع مساحت و ۵٬۳۸۹ نفر جمعیت دارد.